# Château-d'Oex
Título a ser usado para criar uma ligação interna é Château-d'Oex.

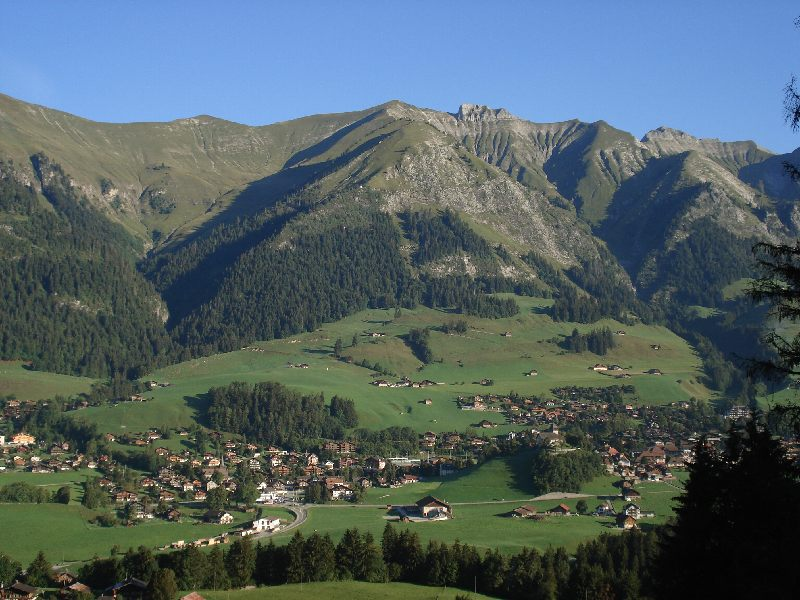
Vista do Chatêau d'Oex e montanhas circundantes

Château-d'Œx é uma cidade localizada no cantão de Vaud, na Suíça, no distrito de Riviera-Pays-d'Enhaut.

## História
Château-d'Oex foi mencionada pela primeira vez em 1115 como Oit, Oyz, Oix e Oyez.

## Geografia
Château-d'Oex tem uma área de 113,7 km². Desta área, 50,67 km², ou 44,6%, é usada para a agricultura, enquanto 40,8 km², ou 35,9%, é ocupada por florestas. Do resto do território, 3,29 km² ou 2,9% é ocupado por construções ou rodovias; 1,11 km², ou 1,0%, é composta por rios e lagos, e 17,74 km², ou 15,6%, é de terras improdutivas.

## Demografia
Château-d'Oex tem uma população (em dezembro de 2010) de 3,231. Em  2008, 19.1% da população era composta por estrangeiros. Nos últimos 10 anos (1999–2009 ) a população aumentou 5%. O aumento foi de 8.8% devido à migração, e houve um declínio de -3.6% devido a nascimentos e óbitos.
A maioria da população (em 2000) fala francês (2.611 ou 88,5%), enquanto a segunda língua mais comum é o alemão (105 ou 3,6%), sendo o inglês a terceira (71 or 2,4%).